# MIX BLOOD
『MIX BLOOD』（ミックス ブラッド）は、 チャゲ&飛鳥（現：CHAGE and ASKA）の8作目のオリジナル・アルバムでもあり、本作の2曲目の楽曲でもある。1986年9月21日に発売された。発売元はキャニオン・レコード（現：ポニーキャニオン）。
1989年3月21日にGOLD CD、1993年12月17日にAPO-CD、2009年9月23日にSHM-CD、1990年7月21日、1999年12月16日、2001年8月22日にはCDとして再発売を行っている。

## 背景・制作
前作『TURNING POINT』から僅か5ヶ月という短い期間で発表された。
このアルバムの前にリリースされたシングル｢Count Down｣は未収録となっている。
収録曲である｢TEKU TEKU｣、｢シングル・ベッド｣は明石家さんま、｢Newsにならない恋｣は早見優へ提供された楽曲のセルフカバーである。
2009年9月23日には、紙ジャケット・シリーズの一環としてSHM-CD仕様でヤマハミュージックコミュニケーションズより再発売された。

## 収録曲
| #  | タイトル                   | 作詞   | 作曲   | 編曲                        | 時間 |
| -- | -------------------------- | ------ | ------ | --------------------------- | ---- |
| 1. | 「EXPLOSION」              | 飛鳥涼 | 飛鳥涼 | 瀬尾一三、THE ALPHA         | 6:19 |
| 2. | 「MIX BLOOD」              | 飛鳥涼 | 飛鳥涼 | 瀬尾一三                    | 4:21 |
| 3. | 「TEKU TEKU」              | 飛鳥涼 | 飛鳥涼 | 瀬尾一三                    | 4:26 |
| 4. | 「不条理なkissを忘れない」 | 澤地隆 | CHAGE  | 新川博                      | 3:58 |
| 5. | 「黄昏を待たずに」         | 飛鳥涼 | 飛鳥涼 | 飛鳥涼、瀬尾一三、THE ALPHA | 4:08 |

| #   | タイトル             | 作詞   | 作曲   | 編曲             | 時間 |
| --- | -------------------- | ------ | ------ | ---------------- | ---- |
| 6.  | 「NEWSにならない恋」 | 澤地隆 | CHAGE  | 久石譲           | 3:40 |
| 7.  | 「ADIOS SEÑORITA」   | 澤地隆 | CHAGE  | 佐藤準           | 4:18 |
| 8.  | 「かけひき」         | 飛鳥涼 | 飛鳥涼 | 新川博           | 4:18 |
| 9.  | 「シングル・ベッド」 | 澤地隆 | CHAGE  | 瀬尾一三         | 5:15 |
| 10. | 「やっぱりJAPANESE」 | 飛鳥涼 | 飛鳥涼 | 飛鳥涼、瀬尾一三 | 5:22 |

| #         | タイトル       | 作詞      | 作曲      | 編曲      | 時間  |
| --------- | -------------- | --------- | --------- | --------- | ----- |
| 11.       | 「月のしずく」 | 飛鳥涼    | 飛鳥涼    | 瀬尾一三  | 2:33  |
| 合計時間: | 合計時間:      | 合計時間: | 合計時間: | 合計時間: | 48:40 |

## 楽曲解説
1. EXPLOSION
同年春から年末まで開催した3つのコンサートツアー『Explosion Series』のタイトル曲となっている。
2. MIX BLOOD
アルバムのタイトル曲。前曲と繋がっている。
3. TEKU TEKU
明石家さんまに提供した楽曲のセルフカバー。
4. 不条理なkissを忘れない
5. 黄昏を待たずに
1986年5月21日に発売されたシングル曲。
6. Newsにならない恋
早見優に提供した楽曲のセルフカバー。
7. ADIOS SEÑORITA
8. かけひき
9. シングル・ベッド
明石家さんまに提供した楽曲のセルフカバー。
1999年に台湾で発売されたベスト・アルバム『倆角形 Duet Angle 20th anniversary』CHAGE SIDEにも収録されている。
10. やっぱりJAPANESE
11. 月のしずく
CD盤のみに収録されている楽曲。『MIX BLOOD』のメロディを基にし、アレンジをキーボードとシンセサイザーのみにしたスローテンポなバラードにしたうえで、歌詞も改変している。

## 参加ミュージシャン
- Drums：島村英二、山木秀夫、今泉正義、長谷部徹
- Bass：富倉安生、岡沢茂、美久月千晴、雨水英司
- Keyboard：国吉良一、佐藤準、山田秀俊、中西康晴、新川博、久石譲、瀬尾一三
- Electric Guitar：北島健二、青山徹、松下誠、柴山和彦
- Trombone Solo：向井滋春
- Acoustic Guitar & Mandolin：笛吹利明
- B.G.Vocals：浜田良美、土肥二朗、Makiko Tsumori
- Manipulator：松武秀樹、迫田到、森達彦、中山信彦、北城浩志、福岡保子、久石譲、瀬尾一三、飛鳥涼
  - THE ALPHA：村上啓介（Electric Guitar & B.G.Vocal）、後藤郁美（Keyboard & B.G.Vocal）、矢賀部竜成（Keyboard）、佐藤邦治（Drums & B.G.Vocal）、高浜輝夫（Bass）